# Matthew LeCroy
Matthew Hanks LeCroy, född den 13 december 1975 i Belton i South Carolina, är en amerikansk före detta professionell basebollspelare som tog brons för USA vid olympiska sommarspelen 1996 i Atlanta.
LeCroy spelade därefter åtta säsonger i Major League Baseball (MLB) 2000–2007. Klubbarna han representerade var Minnesota Twins (2000–2005), Washington Nationals (2006) och Twins igen (2007). Totalt spelade han 476 matcher i MLB och hade ett slaggenomsnitt på 0,260, 60 homeruns och 218 RBI:s (inslagna poäng).
Efter spelarkarriären har LeCroy arbetat som tränare i farmarligorna (Minor League Baseball) och även som assisterande tränare (bullpen coach) för Washington Nationals i MLB.